# Megophrys takensis
Megophrys takensis es una especie de anfibio anuro de la familia Megophryidae.

## Distribución geográfica yhábitat
Es endémica del oeste-centro de Tailandia. Su rango altitudinal oscila alrededor de 760 m s. n. m..